# Roman Schmidt-Radefeldt
Roman Schmidt-Radefeldt (* 1969 in Lissabon, Portugal) ist ein deutscher Jurist.

## Leben
Roman Schmidt-Radefeldt wurde 1969 als Sohn des romanischen Sprachwissenschaftlers Jürgen Schmidt-Radefeldt in Lissabon geboren; sein Vater war zu dieser Zeit DAAD-Lektor für Germanistik. Nach dem Abitur 1988 am Gymnasium Kronshagen studierte er Rechtswissenschaften in Kiel, Lyon (Erasmus-Stipendium) und Heidelberg. 1993 legte er das erste juristische Staatsexamen an der Ruprecht-Karls-Universität Heidelberg ab und durchlief das Referendariat am Landgericht Mannheim und an der Hochschule für Verwaltungswissenschaften Speyer. 1995 folgte das zweite juristische Staatsexamen am Bezirk des Oberlandesgerichts Stuttgart.
1996 war er wissenschaftlicher Mitarbeiter der Europäischen Kommission für Menschenrechte in Straßburg. 1996/97 forschte er am International Institute of Human Rights in Straßburg, an der Åbo Akademi in Turku und am Poznań Human Rights Centre in Poznań. Von 1997 bis 2003 war er Wissenschaftlicher Assistent von Rudolf Geiger am Institut für Völker- und Europarecht der Juristenfakultät der Universität Leipzig. 1999 wurde er bei Helmut Steinberger an der Juristischen Fakultät der Universität Heidelberg mit der Dissertation Ökologische Menschenrechte. Ökologische Menschenrechtsinterpretation der EMRK und ihre Bedeutung für die umweltschützenden Grundrechte des Grundgesetzes zum Dr. jur. utr. promoviert.
Von 2003 bis 2006 war er Rechtsberater und Wehrdisziplinaranwalt bei der 13. Panzergrenadierdivision der Bundeswehr in Leipzig. 2004 folgte die Habilitation (Thema: Parlamentarische Kontrolle der internationalen Streitkräfteintegration)  an der Universität Leipzig. Von 2006 bis 2009 war er Dozent für Staats- und Europarecht an der Fachhochschule des Bundes in Mannheim und Lehrbeauftragter für Staats- und Völkerrecht an der Universität Mannheim. Von 2009 bis 2012 war er Referent für Staats- und Völkerrecht an der Bundesakademie für Sicherheitspolitik in Berlin und gleichzeitig Lehrbeauftragter an der Humboldt-Universität zu Berlin.
Seit 2012 ist er im Fachbereich Völkerrecht der Wissenschaftlichen Dienste des Deutschen Bundestages tätig und seit 2013 Lehrbeauftragter für Staats- und Völkerrecht an der FU Berlin.
Schmidt-Radefeldt ist unter anderem Mitglied der Deutschen Gesellschaft für Völkerrecht, der International Law Association, der Vereinigung der Deutschen Staatsrechtslehrer, der Deutschen Gesellschaft für Wehrrecht und Humanitäres Völkerrecht, der Deutsch-Amerikanischen Vereinigung der Parlamentsmitarbeiter und der Deutschen Vereinigung für Parlamentsfragen.
Schmidt-Radefeldt ist verheiratet und Vater eines Kindes.

## Schriften (Auswahl)
- Ökologische Menschenrechte. Ökologische Menschenrechtsinterpretation der EMRK und ihre Bedeutung für die umweltschützenden Grundrechte des Grundgesetzes (= Leipziger Schriften zum Völkerrecht, Europarecht und ausländischen öffentlichen Recht. Bd. 2). Nomos, Baden-Baden 2000, ISBN 3-7890-6477-7.
- Parlamentarische Kontrolle der internationalen Streitkräfteintegration (= Schriften zum Völkerrecht. Bd. 156). Duncker und Humblot, Berlin 2005, ISBN 3-428-11349-7.
- Die Wurzeln des modernen Kriegsvölkerrechts als transatlantisches Erbe. Leben und Werk von Francis Lieber (1798–1872) (= WIFIS aktuell. 42). Edition Temmen, Bremen 2009, ISBN 978-3-8378-4100-8.
- mit Christine Meissler (Hrsg.): Automatisierung und Digitalisierung des Krieges. Drohnenkrieg und Cyberwar als Herausforderungen für Ethik, Völkerrecht und Sicherheitspolitik (= Forum innere Führung. Bd. 35). Nomos, Baden-Baden 2012, ISBN 978-3-8329-7198-4.